# جواو ماتياس
جواو ماتياس (بالبرتغالية: João Matias‏) هو دراج برتغالي، ولد في 26 مايو 1991 في بارسيلوس في البرتغال.

## وصلات خارجية
- جواو ماتياس على موقع الاتحاد الدولي للدراجات (الإنجليزية)
- جواو ماتياس على موقع أرشيف الدراجات (الإنجليزية)
- جواو ماتياس على موقع إحصائيات الدراجات الإحترافية (الإنجليزية)
- جواو ماتياس على موقع نسبة الدراجات (الإنجليزية)